# A30 (motorväg, Tyskland)
A30 är en motorväg i de tyska förbundsländerna Nordrhein-Westfalen och Niedersachsen. Vägen går i väst-östlig riktning och är 138 kilometer lång och följer E30 hela vägen. Vägen ansluter i väster till den nederländska motorvägen A1. I öster ansluter vägen till motorvägen A2. Vägen är viktig då den är en del av förbindelsen mellan Amsterdam och Berlin. Den förbinder också de tyska storstäderna Osnabrück och Münster med Hannover tillsammans med A2. Vägen har två filer i vardera riktning hela sträckan.

## Beskrivning av sträckan
Vägen börjar vid den tysk-nederländska gränsen väster om den tyska staden Bad Bentheim. Vid gränsen ansluter vägen till den nederländska motorvägen A1. Vägen fortsätter sedan österut och efter 15 kilometer korsar vägen A31 som går till Ruhrområdet. Kör man norrut på A31 kommer man till Emden. Vägen passerar sedan Rheine. Väster om Osnabrück så korsar vägen A1 vilken norrut gå mot Bremen/Hamburg och söderut mot Münster och Ruhrområdet.
Vägen fortsätter sedan söder om Osnabrück och sydöst om staden korsar motorvägen A33. Vägen fortsätter sedan österut och kommer fram till Bad Oeynhausen. Där övergår vägen i B61 som man får följa tillsammans med B61n för att komma på fortsättningen. Vägen börjar sedan i den östra delen av staden. Den går sedan söderut och ansluter till A2 sydväst om stan, där övergår A30 till B514.

## Historia
Det första planerna om en motorväg är från 1933. Då planerade man en motorväg mellan  Oldenzaal, Bad Bentheim, Salzbergen och Rheine vidare söder om Osnabrück bort till trakterna omkring Herford. 

## Utbyggnadsplaner
Luckan vid Bad Oeynhausen byggs för närvarande om till motorväg. En del av sträckan öppnade för trafik i mars 2014. Resten beräknas vara klart tidigast 2016. Motorvägen kommer då att gå norr om staden.

## Trafikplatser
|  | Nr  | Skyltning                              |
|  | 1   | Bad Bentheim                           |
|  |     | Bentheimer Wald                        |
|  | 2   | Gildehaus                              |
|  |     |                                        |
|  | 3   | Nordhorn / Bad Bentheim                |
|  |     | Bentheimer Wald                        |
|  | 4   | Schüttorf-Nord                         |
|  | 5   | Schüttorf (Fyrvägskorsning)            |
|  | 6   | Salzbergen                             |
|  |     | Emsbrücke (170 m)                      |
|  |     | Emstal                                 |
|  | 7   | Rheine-Nord                            |
|  |     | Dortmund-Ems-Kanal-Brücke (130 m)      |
|  | 8   | Rheine                                 |
|  | 9   | Rheine-Kanalhafen                      |
|  | 10  | Hörstel                                |
|  |     | Mittellandkanal-Brücke (80 m)          |
|  | 11a | Ibbenbüren-West                        |
|  | 11b | Ibbenbüren                             |
|  | 12  | Laggenbeck                             |
|  |     |                                        |
|  |     | Brockbachtal                           |
|  | 13  | Lotte                                  |
|  | 14  | Lotte/Osnabrück (Fyrvägskorsning) E 37 |
|  | 15  | Hasbergen-Gaste                        |
|  |     | Hakenhof                               |
|  | 16  | Osnabrück-Hellern                      |
|  | 17  | Osnabrück-Sutthausen                   |
|  | 18  | Osnabrück-Nahne                        |
|  | 19  | Osnabrück-Süd (Fyrvägskorsning)        |
|  | 20  | Natbergen                              |
|  | 21  | Bissendorf                             |
|  |     | Hochstraße Bissendorf (250 m)          |
|  | 22  | Gesmold                                |
|  | 23  | Melle-West                             |
|  | 24  | Melle-Ost                              |
|  |     | Grönegau                               |
|  | 25  | Riemsloh                               |
|  | 26  | Bruchmühlen                            |
|  | 27  | Bünde                                  |
|  | 28  | Hiddenhausen                           |
|  | 29  | Kirchlengern                           |
|  |     | Werrebrücke (110 m)                    |
|  |     | Bahnbrücke (60 m)                      |
|  |     | Werrebrücke (280 m)                    |
|  | 30  | Löhne                                  |
|  |     | Werrebrücke (100 m)                    |
|  | 31  | Löhne (T-Korsning)                     |
|  |     | Werre (290 m, klar 2016)               |
|  | 32  | Bad Oeynhausen-Nord                    |
|  | 33  | Dehme                                  |
|  |     | Hahnenkamp (350 m, klar 2016)          |
|  |     | Werre (150 m, klar 2016)               |
|  | 34  | Rehme                                  |
|  | 35  | Bad Oeynhausen E 30                    |
|  |     | Övergång till                          |